# Selçuk Şahin
Selçuk Şahin (Tunceli, Turquía, 31 de enero de 1981) es un exfutbolista turco que jugaba de centrocampista.

## Biografía
Selçuk Şahin, nació en Turquía, que normalmente actúa de centrocampista realizando labores defensivas, empezó su carrera profesional en 1999 jugando para el Hatayspor en la segunda categoría del fútbol turco. Luego, en 2001, fichó por el İstanbulspor, equipo con el que debuta en la Superliga de Turquía. Allí pronto se convirtió en un fijo en las alineaciones iniciales, disputando un total de 64 partidos en esta época.
En 2003 firmó un contrato con el club Fenerbahçe, equipo que tuvo que realizar un desembolso económico de 1,5 millones de euros para poder hacerse con sus servicios. Debutó con este club el 16 de julio en un partido amistoso contra el SV Waldhof Mannheim alemán, y el primer partido oficial que jugó fue el 10 de agosto contra su antiguo equipo, el İstanbulspor, con el que perdió por tres goles a cero. En este club empezó siendo titular, pero poco a poco, debido a las lesiones y a la competencia (Stephen Appiah le ganó el puesto), se convirtió en habitual del banquillo. Con el Fenerbahçe se proclamó campeón de Liga en tres ocasiones.

## Selección nacional
Fue internacional con la selección de fútbol de Turquía en 25 ocasiones. Su debut con la camiseta nacional se produjo el 19 de junio de 2003 en el partido Turquía 2-1 Estados Unidos.
Participó en la Copa Confederaciones 2003, donde su selección quedó tercera. Disputó todos los partidos: contra Estados Unidos (fue su debut internacional), Camerún, Brasil, Francia y Colombia.

## Clubes
| Club                        | País    | Año       |
| --------------------------- | ------- | --------- |
| Hatayspor                   | Turquía | 1999-2001 |
| İstanbulspor Anonim Şirketi | Turquía | 2001-2003 |
| Fenerbahçe S. K.            | Turquía | 2003-2015 |
| F. C. Wil                   | Suiza   | 2015-2016 |
| Gençlerbirliği S. K.        | Turquía | 2016-2017 |
| Göztepe S. K.               | Turquía | 2017-2018 |
| Gençlerbirliği S. K.        | Turquía | 2018-2019 |
| Bursaspor                   | Turquía | 2019-2020 |

## Títulos
- 3 Ligas de Turquía (Fenerbahçe; 2004, 2005 y 2007)
- 1 Supercopa de Turquía (Fenerbahçe, 2007)